# Margou (Manni)
Pour les articles homonymes, voir Margou.
Margou est une commune rurale située dans le département de Manni de la province de la Gnagna dans la région de l'Est au Burkina Faso.

## Géographie
Margou est situé à 3 km au Nord de Bombonyenga et à 7 km au Sud-Ouest du chef-lieu du département Manni.

## Santé et éducation
Le centre de soins le plus proche de Margou est le centre de santé et de promotion sociale (CSPS) de Bombonyenga.